# Hjalmar Siilasvuo
Hjalmar Fridolf Siilasvuo (Helsinki, 18 marzo 1892 – Oulu, 11 gennaio 1947) è stato un generale finlandese.
Si distinse nel combattere per la propria Nazione servendo nella guerra d'inverno, nella guerra di continuazione e anche nella guerra di Lapponia in qualità di comandante delle forze nazionali nella regione. Servì anche come volontario finlandese nel 27º Battaglione Jäger dell'Esercito imperiale tedesco durante la prima guerra mondiale.

## Biografia

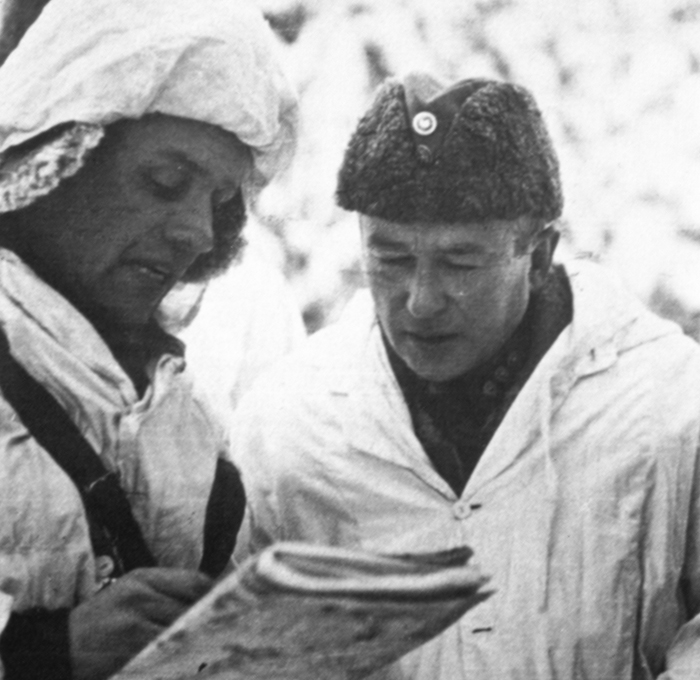
Siilasvuo (a destra) riceve un rapporto sulla situazione della battaglia della strada di Raate

Siilasvuo nacque da una famiglia di origini svedesi nell'allora Impero russo. Il padre Frans Fridolf Strömberg era un editore di giornali.

Nel 1911 si laureò ad Helsinki e studiò nella facoltà di giurisprudenza dell'università della città dal 1911 al 1915.
Quello stesso anno si arruolò nell'Esercito imperiale tedesco e combatté negli Jäger tra reparti di volontari finlandesi.
Nel 1918 tornò in patria (appena proclamatasi indipendente) per combattere nella guerra civile tra le file dell'esercito bianco filo-conservatore contro l'esercito rosso, bolscevico.

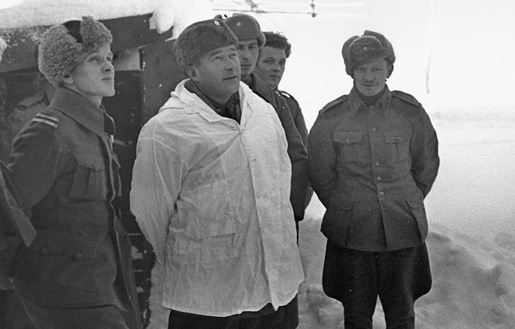
Siilasvuo (al centro) con alcuni soldati durante la guerra d'inverno

Nel 1920 sposò la farmacista Salli Kols da cui ebbe tre figli: Pehr Hjalmar Ensio (1922 - 2003), diventato anche lui generale nonché futuro coordinatore delle forze delle Nazioni Unite in Medio Oriente dal 1975 al 1979, Rolf Torsten Erland (1923 - 1998), professore d'arte e rettore del liceo d'arte di Limingan e Irja Rakel nel 1926.
Nel periodo tra le due guerre mondiali svolse il ruolo di avvocato ottenendo comunque gradi militari sempre più alti.
 Nel febbraio del 1936 cambiò il cognome dal germanico Strömberg al finnico Siilasvuo per renderlo più compatibile al finlandese.
Combatté inizialmente col grado di colonnello nella guerra d'inverno per essere poi promosso a tenente generale. Guidò con sangue freddo le sue truppe nell'eroica resistenza contro l'Armata Rossa nelle battaglie di Suomussalmi e di Raate, combattute a temperature bassissime e contro un nemico estremamente pericoloso e ben più forte. La sua audacia fu ampiamente riportata dai giornali stranieri che parlarono dell'"eroe di Suomussalmi" e del "miracolo di Raate".

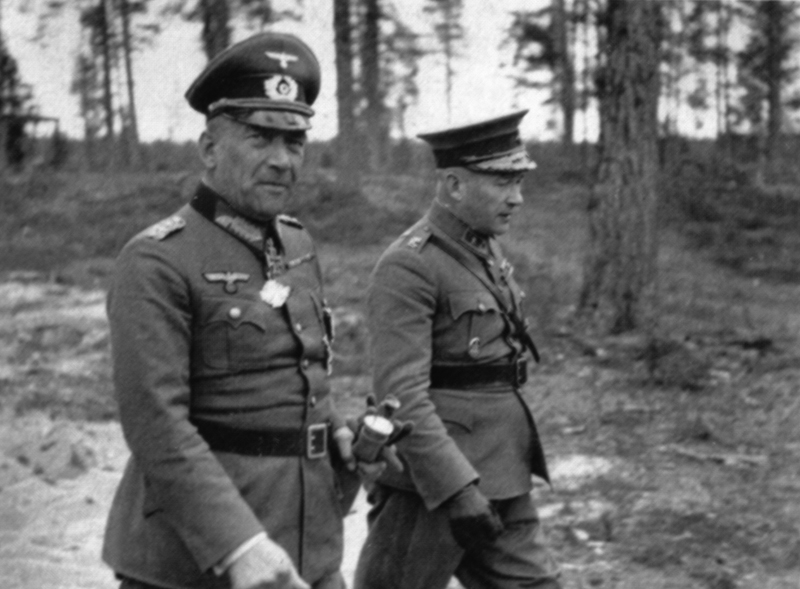
Siilasvuo (a destra) con il generale tedesco Nikolaus von Falkenhorst, in primo piano

Nel 1941 la Finlandia riprese le armi contro l'Unione Sovietica al fianco della Germania nazista nella guerra di continuazione e le forze di Siilasvuo operarono principalmente nella Carelia.
Dopo la fine della guerra di continuazione la Finlandia fu costretta ad allearsi ai sovietici contro i tedeschi che ora, avendo intuito il tradimento, avevano occupato la Lapponia finlandese e Siilasvuo fu nominato comandante delle forze finlandesi nella regione nella nuova guerra di Lapponia.

Il 21 dicembre 1944 per i suoi meriti ottenne la Croce di Mannerheim.
Morì a Oulu nel 1947.